# NGC 468
NGC 468 è una galassia a spirale situata nella costellazione dei Pesci a una distanza di circa 229 milioni di anni luce dalla Terra.
Fu scoperta nel 1827 da John Herschel.